# Historia de Barranquilla

Escudo de Barranquilla.

La historia de Barranquilla se escribe partiendo alrededor de 1627, año en que probablemente fue fundada la hacienda San Nicolás, mucho más tarde que la mayoría de las otras principales ciudades colombianas que datan de comienzos del período colonial.
En sus primeros días, la población de Barranquilla creció lentamente; estaba formada por artesanos, navegantes, transportistas y comerciantes. Durante el período colonial, la ciudad conoció una gran actividad comercial relacionada con el contrabando lucrativo. Desde finales del siglo XVIII, ganó importancia como puerto fluvial gracias a su ubicación geográfica; capta una parte importante del comercio a expensas de puertos más pequeños. Fue proclamada villa el 7 de abril de 1813 por el gobernador del Estado Libre de Cartagena, Manuel Rodríguez Torices, antes de obtener el título de ciudad en 1857. Durante la segunda mitad del siglo XIX y la primera mitad del siglo XX comenzó su considerable expansión en todas las áreas, tanto a nivel demográfico como económico, convirtiéndose en la tercera ciudad industrial más grande del país. En Colombia, es considerada como pionera en diversos sectores como aviación, servicios públicos o proyectos de urbanización.
El declive de Barranquilla comenzó en las décadas de 1940 y 1950, cuando su puerto tuvo que enfrentar el ascenso del de Buenaventura. Desde la década de 1950 hasta los años 1980, se vio sumida en un período de inestabilidad política, enfrentó el empobrecimiento de los servicios públicos, la corrupción y sufrió una severa crisis financiera, así como graves deficiencias en los sectores de la salud y la educación. Durante la primera década del siglo XXI, Barranquilla comenzó una renovación en términos urbanísticos, políticos y económicos.

## Orígenes
La historia de Barranquilla por no estar fijada, tiene una existencia inexistente. Para captarla hay que caminar en lo vago, en las avenidas de la dispersión, en los laberintos del recuerdo. Y juntar, unir, resucitar.
Ramón Vinyes El Heraldo de Barranquilla, 1940.

### Una ciudad sin historia
En 1940, el escritor español Ramón Vinyes escribe en el periódico El Heraldo que la historia de Barranquilla "tiene una existencia inexistente". Posteriormente, otras personalidades como Álvaro Cepeda Samudio en 1948, Alfonso Fuenmayor en 1953 o Marvel Moreno en 1987 en el epílogo de su novela En diciembre llegaban las brisas, apoyan esta afirmación. En marzo de 1955, el joven periodista de El Espectador Gabriel García Márquez escribió en el artículo Reportaje sobre Bocas de Ceniza que "Barranquilla es una ciudad sin historia". Estas declaraciones se basan en el hecho de que hay pocos registros escritos sobre el pasado de Barranquilla hasta 1987, cuando se publicó una serie de libros y artículos que permitieron comenzar a entender la historia de la ciudad. Hasta ahora, solo cuatro libros que trataban este tema habían sido escritos por autores sin formación académica. En ese momento, los principales textos históricos sobre Barranquilla son la descripción del lugar en que se encuentra la ciudad por Gonzalo Fernández de Oviedo en 1533, la obra de Juan José Nieto Geografía histórica, estadística y local de la Provincia de Cartagena, República de la Nueva Granada descrita por cantones, publicada en 1839, Barranquilla, su pasado y su presente (1922), de José Ramón Vergara y Fernando Baena; y la obra de Domingo Malabet, publicada en 1878 bajo el título Resumen histórico de los terrenos del distrito de Barranquilla. Se puede añadir la tesis del historiador estadounidense Theodore Nichols Tres puertos de Colombia: Cartagena, Barranquilla y Santa Marta, que data de finales 1940, considerada la primera obra histórica que abarca el período 1850-1950.

### Primeros asentamientos
Algunas puntas de flechas que datan del período paleoindio (20000 a. C. a 7000 a. C.) se encontraron en el actual territorio de Barranquilla. Los primeros intentos de vivir en comunidad aparecen, sin embargo, más recientemente, entre 7000 a. C. y 1200 a. C.. Durante este período, llamado Preclásico (o período de formación), los grupos aborígenes adoptar un estilo de vida semisedentarios, viven en malocas (casas comunales) y practicando la horticultura y agricultura. La existencia de nativos que, alrededor del 2500 a. C., vivían de la pesca y la recolección de mariscos también fue confirmada: se encontraron cáscaras, moluscos y cerámicas que datan del periodo Preclásico. No lejos de allí, en el sitio arqueológico de Puerto Hormiga, situado cerca del canal del Dique, han sido encontrados otros restos de una cultura aborigen de la misma época con una economía también basada en la pesca y la cosecha moluscos. En la investigación llevada a cabo en Puerto Hormiga, antropólogo y etnólogo Gerardo Reichel-Dolmatoff comparó el desarrollo técnico y cerámica decorativa a los encontrados en los sitios Bucarelia (situados cerca de Zambrano) y Barrancas Rancho Peludo (ubicado en el norte de Venezuela). Él descubrió en esta ocasión que hay similitudes entre estos cuatro sitios, lo que demuestra que existieron relaciones e influencias mutuas entre estos diferentes pueblos precolombinos. El cultivo de raíces apareció alrededor de 1000 a. C., lo que indica una vida más sedentaria.

### Descubrimiento
A diferencia de otras ciudades colombianas como Bogotá y Cartagena de Indias, Barranquilla no se fundó durante el período colonial español y no se encuentra en un sitio precolombino. El actual territorio de Barranquilla se menciona por primera vez en 1533 por Gonzalo Fernández de Oviedo y Valdés, mientras que la costa de Colombia es  avistada por primera vez en 1499 por el español Alonso de Ojeda.

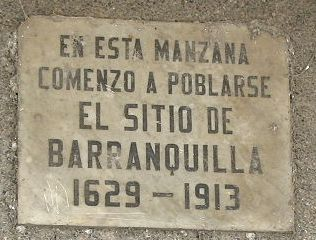
Placa en el sitio probable donde se empezó a poblar Barranquilla.

En su libro Geografía histórica, estadística y local de la Provincia de Cartagena, República de la Nueva Granada descrita por cantones publicado en 1839, Juan José Nieto escribió que el año de establecimiento de Barranquilla fue 1629 pero sin proporcionar evidencias. Es a través del trabajo del historiador Domingo Malabet Resumen histórico de los terrenos del distrito de Barranquilla, publicado en 1878 por el diario El Promotor, que se popularizó la versión de que Barranquilla fue fundada en 1629 por ganaderos de Galapa que habría seguido a su ganado sediento durante una sequía. Según el autor, estos granjeros habrían montado sus vacas hacia el norte en busca de agua, llegando a un lugar llamado Sabanitas de Camacho, rodeado de vías fluviales y poblándolo con el pasar del tiempo. Según otros escritos de Malabet sobre los orígenes de Barranquilla, que datan de 1891 y titulados Barranquilla: su pasado y su presente, el establecimiento de la ciudad data de alrededor de 1620.
En su libro de 1987 El Norte de Tierradentro y los Orígenes de Barranquilla, el historiador José Agustín Blanco Barros establece un nuevo enfoque para el establecimiento de la ciudad. Según él, no son los habitantes de Galapa, una localidad colonizada por los españoles en 1533, ni los mismos españoles que fundaron Barranquilla, a diferencia de otras ciudades colombianas. Basándose en varias crónicas españolas, incluidas las de Gonzalo Fernández de Oviedo y Valdés, que relata el encuentro de un pueblo de indios realizado por Pedro de Heredia en 1533, afirma que había un pueblo de indios llamado Kamach en el área comprendida entre la Vía 40 y el área de San Roque de la actual Barranquilla. Para 1560, lo que quedaba de esta gente habría ido a Galapa. Posteriormente, el lugar fue poblado por personas que, en la época colonial, se consideraban libres, es decir, ni esclavos ni nativos, sino mestizos, mulatos y zambos. Luego, entre 1627 y 1637, el encomendero de Galapa, Nicolás de Barros, habría construido en el sector aledaño a los caños del río Magdalena una hacienda para almacenar lo producido en el sitio debido a una sequía. Según el análisis realizado por Jorge Villalón, la tradición confundió la instalación de la hacienda San Nicolás con el establecimiento de la ciudad.

## SigloXVIII: Asentamientos coloniales

### Primeros asentamientos
A comienzos del siglo XVIII, Barranquilla tenía 160 viviendas para poco más de 1000 habitantes compuestos por blancos, indios, mulatos y zambos. En 1701, comienza la construcción de la Iglesia de la Cruz Vieja según las reglas del urbanismo de la Corona española con la creación de un espacio anexo, la plaza, desde la cual se definen calles y carreras. Construida con paja, piedras y cal por los primeros habitantes, está bajo el patronazgo de San José. De acuerdo con los documentos del Archivo General de Colombia, el padre español Luis Suárez habría arribado en 1701 a Barranquilla  obtenido permiso de la institución eclesiástica para comenzar la construcción de la iglesia de San Nicolás de Tolentino. En mayo de 1747, se consagró como parroquia y Nicolás Mateo Hernández se convirtió en el primer párroco.
Según el censo de 1777, había 2633 habitantes y 384 viviendas, entre ellas Sabanilla, sus 43 habitantes y 5 viviendas. En algunas viviendas, cuatro a seis familias cohabitan. La población incluía artesanos, navegantes, transportistas y comerciantes.

### Inicio del comercio fluvial
Durante el período colonial, la gran actividad comercial de Barranquilla fue el contrabando, ilícito pero lucrativo. Esto atrajo a muchas personas de encomiendas cercanas, nativos de Malambo, granjeros, rancheros, artesanos, funcionarios reales y todo tipo de comerciantes. Sabanilla se convierte en el puerto de entrada a Barranquilla pero no es reconocido por la Corona española como puerto oficial; los ingleses aprovecharon esto para mover su contrabando al territorio colombiano en un intento de desarrollar su comercio dentro del país. Gracias a un puesto de guardia en Sabanilla y una patrulla móvil con base en Barranquilla, la creciente actividad de contrabando fue, sin embargo, parcialmente controlada. Desde finales del siglo XVIII, Barranquilla ganó importancia como puerto fluvial porque, debido a su ubicación geográfica, atraía una gran parte del comercio a expensas de puertos más pequeños. Durante el último cuarto de este siglo, el volumen del comercio que pasa por Barranquilla aumenta debido a las reformas borbónicas que fomentan la explotación de ciertos productos forestales tales como marfil vegetal, zarzaparrilla, Pernambuco y algodón, siendo exportados a Barcelona, donde la industria textil está en auge.

## Primera mitad del : Guerra de independencia y erección en villa

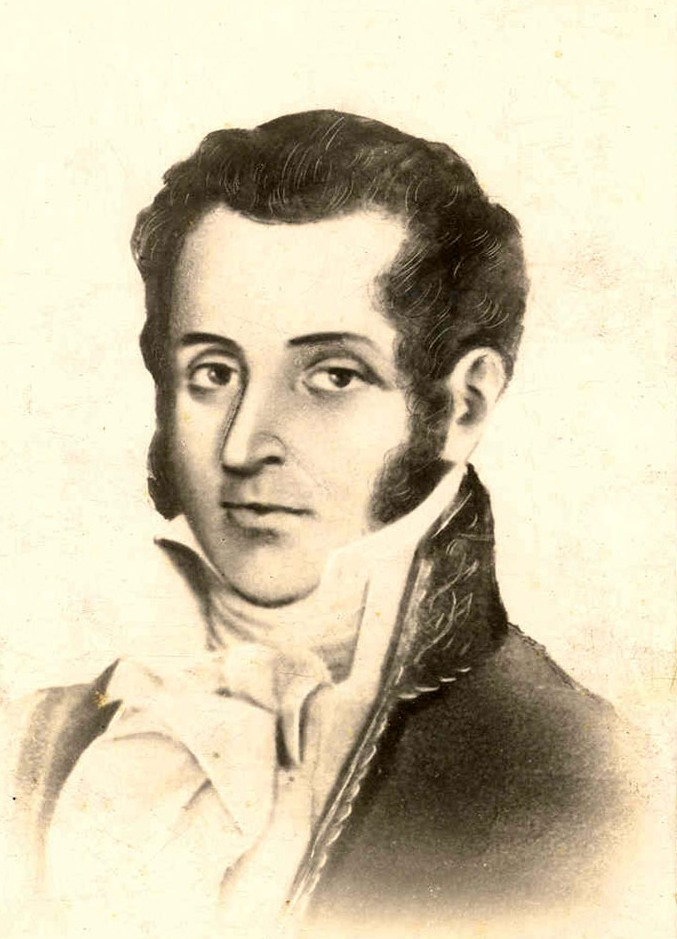
Manuel Rodríguez Torices le confirió el título de villa a Barranquilla.

## Primera mitad delsigloXIX: Guerra de independencia y erección en villa

### Primera independencia
El 17 de enero de 1811, el Gobierno del Estado de Cartagena de Indias otorgó la exención de exportación al puerto de Sabanilla y estableció allí una colonia con ventajas especiales para los residentes. 
En 1813, la Cámara de Representantes del Estado Libre de Cartagena está convencida de que se ha logrado la independencia y mediante un decreto publicado el 3 de abril, concede la condición de villa a Barranquilla por sus actos meritorios de patriotismo y como un sitio estratégico que había defendido la causa de liberación del territorio frente a los españoles. De hecho, Barranquilla recibió de Sabanilla, un puerto natural ubicado cerca de la costa del mar, armas y equipo para los patriotas a través del canal de La Piña. Luego los transfirió, especialmente a Cartagena de Indias y Santa Marta, por el río Magdalena. El decreto del 3 de abril también define el escudo de Barranquilla. Fue aprobado y firmado el 7 de abril de 1813 por el gobernador del Estado Libre de Cartagena, Manuel Rodríguez Torices y su secretario Simón Burgos. Barranquilla se convierte en la capital del departamento de Barlovento o Tierradentro (hoy departamento de Atlántico). En ese año, Barranquilla, con una población de 3215 habitantes, se dividió en dos distritos: San Nicolás, el centro histórico y San Roque, donde se encontraban la mayoría de las casas de extranjeros. 

### Reconquista y restablecimiento de la república
Durante la reconquista española de la Nueva Granada, el nuevo virrey Francisco Montalvo y el gobernador de Santa Marta, Ruiz Perras, deciden atacar varios sitios a lo largo del río Magdalena, incluyendo Barranquilla. las fuerzas españolas, compuestas por 400 hombres de infantería y 8 barcos de guerra, prepararon su asalto contra Barranquilla a principios de abril de 1815. A pesar de la resistencia de los habitantes, los españoles, encabezados por el capitán Valentín Capmani, logran tomar control de la ciudad el 15 de abril e incendiarla. Durante ocho días, Capmani y sus tropas destruyeron la ciudad antes de continuar su campaña militar hacia el cerro de San Antonio.
El puerto de Cartagena de Indias todavía estaba bajo el control de los españoles en 1820, Simón Bolívar aconseja, ese año, usar a Sabanilla para el transporte de las producciones del país. No fue hasta el 12 de junio de 1820, el día después de su desembarco en el puerto de Sabanilla, que las fuerzas patriotas, compuestas por un centenar de hombres y dirigidos por el almirante republicano Luis Brión, logran recuperar la fortaleza San Antonio defendida por veinte soldados y cuatro cañones antes de liberar definitivamente a Barranquilla del yugo español. El río Magdalena, la principal arteria  fluvial del país, desde la Colonia fue escena y corredor estratégico de muchas guerras, siendo su navegación esencial para el desarrollo económico del territorio.

### Auge fluvial y urbano
El diseño urbano de Barranquilla responde al asentamiento espontáneo de sus habitantes y la ausencia de la planificación habitual de cimientos coloniales. Así, la ciudad crece en semicírculos concéntricos del núcleo original, la hacienda San Nicolás, de la que salen tres caminos. El primero conduce al puerto de Sabanilla, el segundo a Galapa y Baranoa y el tercero a Soledad y Malambo. Las calles, más o menos perpendiculares al lecho junto al que se fundó Barranquilla, están unidas por calles estrechas.

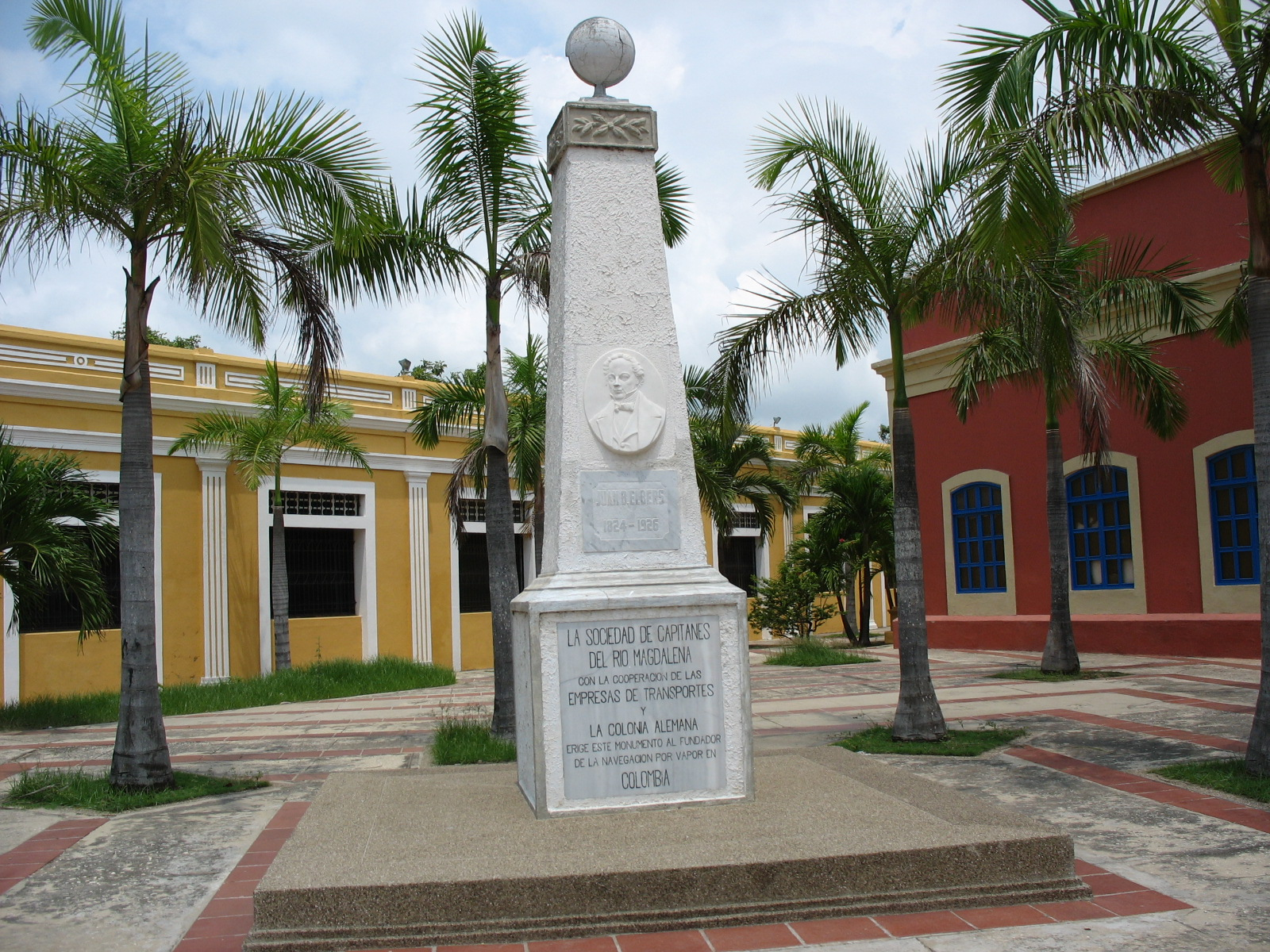
Obelisco en honor a Juan Bernardo Elbers, Barranquilla.

Un decreto del Congreso de fecha 3 de julio de 1823 le otorga a Juan Bernardo Elbers, un judío alemán que apoyaba al ejército de Simón Bolívar, el monopolio de la navegación a vapor en el río. Sin embargo, debía prestar el servicio durante un año, hacer apertura de un canal entre el río Magdalena y Cartagena, mejorar los canales hasta Ciénaga y crear una ruta que permitiera la comunicación entre la arteria y el río Bogotá. Elbers logra hacer que el río sea nuevamente transitable gracias a los diversos desarrollos fluviales llevados a cabo. Él lo abrió para la navegación el 10 de noviembre de 1825, fecha en la cual el primero de sus vapores partió del puerto de Barranquilla. Por lo tanto, la ciudad se convierte en un punto estratégico para el comercio, las empresas ahora pueden enviar por barco sus productos a las ciudades del centro del país como Bogotá y Tunja.

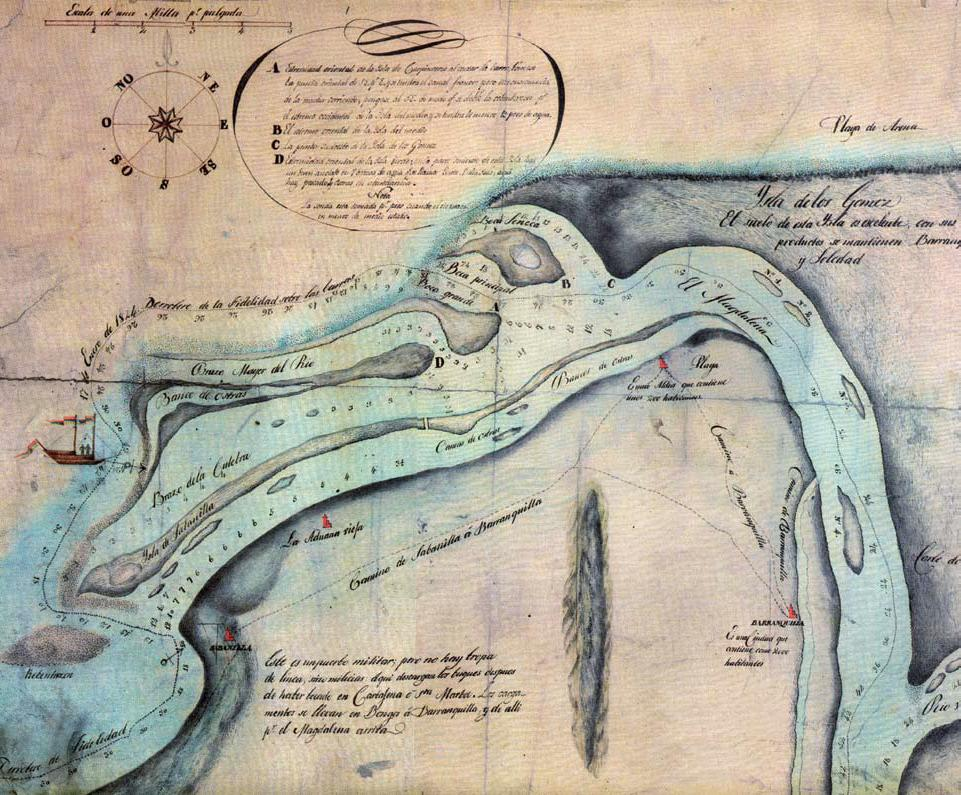
Mapa de 1824 que representa el río Magdalena entre Sabanilla y Barranquilla.

En 1824, se compró un terreno de treinta yardas cuadradas cerca del pantano para construir una plaza pública para alojar un mercado de productos que llegaban de diferentes partes de la región en canoas. Una casa cerca de la Plaza de San Nicolás se transforma en una prisión.
Poco después del establecimiento de la República de la Nueva Granada, dos rebeliones estallan en Barranquilla en 1831. La primera está dirigida por el capitán Policarpo Martínez y Antonio Pantoja, Lorenzo Hernández, Crispin Luque, Esteban Márquez y Santos de la Hoz contra la dictadura del general Rafael Urdaneta (entonces Presidente de la Gran Colombia). En cuanto a la segundo, fue encabezada por el general Ignacio Luque.
La ley del 4 de junio de 1833, firmada por el presidente del Estado Francisco de Paula Santander, confirma el estado de puerto de exportación de Sabanilla, con algunas restricciones pero se niega la del puerto de importación. Mientras que Santa Marta, el principal puerto del país en ese momento, está perdiendo su preeminencia, los líderes empresariales en Barranquilla y el comercio exterior, y los grupos de transporte quieren que el puerto de Sabanilla sea elegible para la importación. La ley del 1 de julio de 1842 otorga esta autorización y ordena la construcción de un edificio de aduanas necesario para este tipo de comercio, el Castillo de Salgar. El desarrollo del puesto aduanero comenzó a finales del año 1847 sobre las ruinas del fuerte de Santa Bárbara construido en el siglo XVIII por los españoles. El trabajo está financiado a través de recursos nacionales gestionados por el entonces presidente, general Tomás Cipriano de Mosquera, provenientes del banquero Esteban Márquez (a través de un préstamo del Banco de Márquez), quien era dueño de varias propiedades comerciales de Barranquilla.
En 1849, Barranquilla, que entonces tiene alrededor de 5600 habitantes, se ve afectada por una epidemia de cólera. Los cadáveres que cubrían las calles, un grupo filantrópico decidieron crear la Sociedad de Socorro de Barranquilla para resolver la situación humanitaria. Cuando la epidemia termina, los sobrevivientes piden permiso al gobernador de la provincia de Sabanilla para construir una iglesia en honor a San Roque en el distrito sur de la ciudad. Barranquilla se divide en dos distritos de la parroquia por orden de 10 de octubre de 1852 de la Casa de la Provincia de Sabanilla, estos son al norte San Nicolás y al sur San Roque. La primera piedra de la iglesia de San Roque fue puesta por el padre Rafael Ruiz el 31 de octubre de 1853, el edificio de la iglesia fue financiado por fondos públicos y con los fondos obtenidos entre los vecinos de la localidad.

## Segunda mitad delsigloXIX: Crecimiento y auge portuario

### Establecimiento territorial y desórdenes políticos

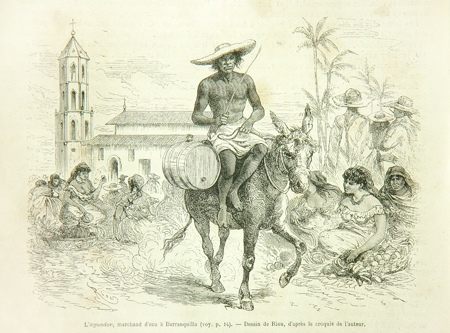
«El aguador, distribuidor de agua en Barranquilla» de Édouard-François André, 1869.

En 1851, la región Caribe representa solo el 13% de la población total de la Nueva Granada en comparación con el 22% en 1778. Esto se explica por las pérdidas humanas debidas a las guerras de independencia, pero también por el ritmo de crecimiento más lento que otras regiones, debido a las malas condiciones y las pobres oportunidades económicas que prevalecieron después de la independencia, favoreciendo la migración de la población a otras regiones. Barranquilla, sin embargo, no se ve afectada por este declive demográfico gracias a la influencia de su puerto fluvial y marítimo y la acción de las élites locales que han estimulado su crecimiento y desarrollo industrial. En el censo de población de 1851, Barranquilla entró en la lista de las 30 ciudades más pobladas con 6 114 habitantes. A finales del siglo XIX, se convirtió en la tercera ciudad más grande del país, detrás de Bogotá y Medellín, creciendo de 5359 habitantes en 1835 a 40 111 en 1905. En comparación, ciudades como Cartagena y Santa Marta contaban entonces respectivamente con poblaciones de 9681 y 9568 habitantes.
En 1852 se decretó la abolición de la esclavitud en Colombia. A modo de celebración en la ciudad el primero de enero de ese mismo año se celebró misa solemne con tedeum en la iglesia de San Nicolás, y por la tarde tuvo lugar un acto público en la plaza de la iglesia, precedido por la junta de manumisión en que se rompieron las cadenas y se les dio la libertad a las personas esclavizadas de la ciudad, en total se liberaron a 71 personas.
El Congreso de Nueva Granada decreta, mediante la ley del 20 de marzo de 1852, que los municipios de Barranquilla, Soledad y Sabanalarga formarán la provincia de Sabanilla, con la villa de Barranquilla como capital. El concejo la divide en tres barrios: Barrio Abajo, Barrio Arriba del Río y Centro. Para superar el lento transporte de mercancías desde el mar por el canal de La Piña hasta embarcar en el río Magdalena, el geógrafo francés Élisée Reclus promovió en 1855, la idea de construir un ferrocarril entre Sabanilla y Barranquilla. Con la ley del 7 de octubre de 1857, Barranquilla alcanzó el rango de ciudad.
En 1859, varias leyes aprobadas por el presidente de la Confederación Granadina, Mariano Ospina Rodríguez, se consideran inconstitucionales por las autoridades locales, lo que resultaron en varias rebeliones locales y una guerra civil generalizada. Por lo tanto, durante este período de agitación, el comisario general Joaquín Posada Gutiérrez ataca Barranquilla el 3 de noviembre de 1859, defendida por el liberal Vicente Palacio, y gana. La ciudad fue reconquistada el 9 de diciembre por el ejército liberal de 250 hombres dirigido por Manuel Cabeza, terminando el episodio.

### Inicio del desarrollo industrial y portuario
La ley del 4 de mayo de 1865 del Estado Soberano de Bolívar, firmada por su presidente, Manuel Amador Fierro, resuelve dar permiso a cualquier persona y empresa nacional o extranjera para construir un "camino de hierro servido por locomotoras de vapor" para conectar Barranquilla con el puerto de Sabanilla. El 25 de agosto del mismo año, el proyecto se otorga a Ramón Jimeno Collante y Ramón Santodomingo Vilá, ambos de Barranquilla, pero luego el proyecto pasó a la empresa alemana Hoenigsberg & Wessels debido a factores económicos y fracaso del estado, lo que causó el posponer la finalización hasta el 1 de enero de 1871. Construido por el Railway and Pier Company, la primera estación de tren del país fue inaugurado 20 de septiembre de 1871 y se llama estación ferroviaria Francisco Montoya Zapata, en honor al pionero de la navegación a vapor en el río Magdalena. 

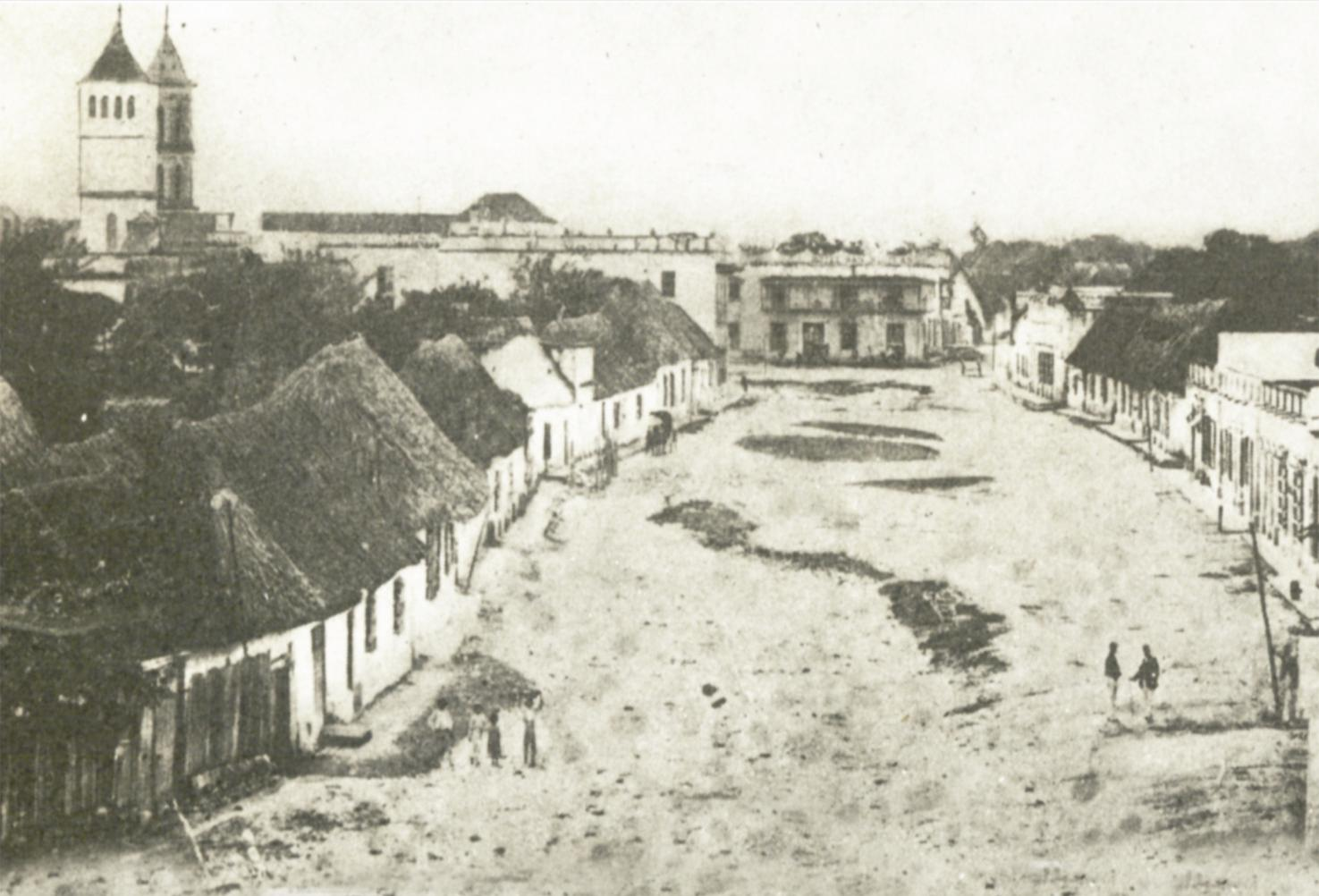
Calle Ancha (1884), hoy paseo de Bolívar.

La construcción del ferrocarril entre Sabanilla y Barranquilla, cuyo trabajo comenzó en 1869, le dio a Barranquilla un nuevo ímpetu económico, lo que le permitió convertirse rápidamente en el puerto más importante de Colombia. Así, entre 1870 y 1874, las importaciones aumentaron de US$ 392 135 a US$ 8 350 000 y las exportaciones de US$ 2 378 854 a US$ 8 764 786, en detrimento de otros puertos como Santa Marta. En la década de 1870, grupos de profesionales y colonias de extranjeros se reunían en clubes sociales en Barranquilla. A fines del siglo XIX, había cuatro: Club Barranquilla, Internacional, Louvre y San Carlos. Estos clubes sociales promovían actividades sociales y culturales, tanto para sus miembros como para la población de la ciudad.

Ya a fines del siglo XIX, la clase obrera se desarrolló en Barranquilla, que tenía varias fábricas en 1906 de materiales de construcción, madera, calzado y productos alimenticios. La ciudad experimentó en las décadas 1860 y 1870 migraciones "selectivas".  Durante su visita a Barranquilla en 1872, Miguel Samper queda impresionado por el número de extranjeros que están allí, descubriendo que pertenecen esencialmente a la comunidad mercantil. Según el censo de 1875, la ciudad tiene 307 extranjeros por 16 549 habitantes, o el 1,9% de la población. Aunque esta tasa puede parecer baja, los inmigrantes tienen una gran influencia en las actividades locales. A modo de ejemplo, en 1878, el 34% de las empresas comerciales que pagan el impuesto a la renta están en manos de extranjeros, las mismas empresas representan el 50% del total de impuestos pagados. En 1877, Ramón Jimeno Collante crea la Compañía del Acueducto de Barranquilla después de la autorización del legislador de la Estado Soberano de Bolívar mediante la Ley 46 del mismo año. El trabajo para la instalación de suministro de agua por tubería comienza el 19 de febrero de 1879. Este es un avance real porque, aunque el agua sacada del río Magdalena no se trata o purifica, ya no es necesario transportarla en burro.

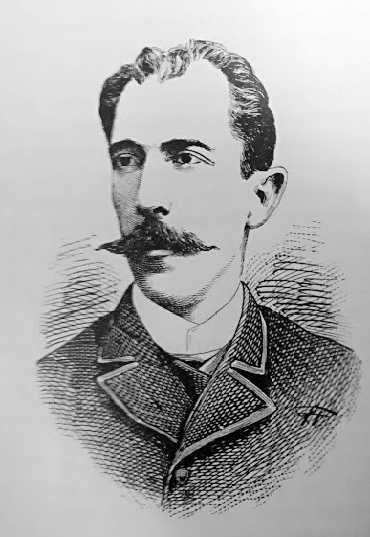
Ricardo Gaitán Obeso, quien encabezó la toma de Barranquilla en 1885.

### Revuelta liberal de 1885
En 1885, después de las elecciones fraudulentas a las que se opusieron Eustorgio Salgar y Francisco Ordóñez en el Estado Soberano de Santander, inició una revuelta entre los liberales radicales se extendió rápidamente por todo el país y desencadenó una guerra civil con el fin de derrocar a Rafael Núñez (entonces Presidente de los Estados Unidos de Colombia y liberal moderado con el apoyo del partido conservador). A principios de enero de 1885, el general liberal Ricardo Gaitán Obeso apeló al respeto por la causa radical y formó un movimiento rebelde en Cundinamarca. A la cabeza de un grupo que tenía, según los cronistas de la época, entre un centenar y 175 rebeldes, continuó con su campaña militar a lo largo del Río Magdalena y en Barranquilla entre 6 de febrero de 1885 sin oposición real, el lanza el rumor de que Núñez fue tomado prisionero. La captura de Barranquilla es una toma estratégica que permite controlar el puerto de la ciudad costera y preparar la invasión de la fortaleza militar de Cartagena de Indias. Por lo tanto, la provincia de Barranquilla se rige por un régimen militar y Gaitán Obeso, a través de un decreto, no reconoce la autoridad de Rafael Núñez como presidente de la República. El general Carlos Vicente Urueta es enviado a Barranquilla, a la cabeza de un ejército oficial organizado desde Cartagena de Indias, para reconquistar la ciudad. Durante una pelea el 11 de febrero en la ciudad, las tropas del gobierno son derrotadas por los generales Nicolás Jimeno Collante y Ramón Collante, que apoyan a Ricardo Gaitán Obeso. La guerra civil, como la toma de Barranquilla, finalmente, que termina el 11 de junio de 1885 en favor del partido conservador cuando se firmó la paz entre el gobierno de Rafael Núñez y liberales radicales en el vapor de la Marina de los EE. UU., Tennessee, en el puerto de Sabanilla. Como resultado, los principales líderes de la rebelión, incluido Ricardo Gaitán Obeso, son juzgados.

### Ciudad cosmopolita
En 1886, la navegación a vapor en el río Magdalena experimentó un nuevo desarrollo. De hecho, a instancias de Francisco Javier Cisneros, la fusión de cuatro empresas de transporte fluvial condujo a la creación de la Compañía Colombiana de Transportes, que se convirtió en "el primer intento de centralización industrial en Colombia". Con un capital de 972 000 pesos oro en su creación, se convirtió en una de las compañías de navegación fluvial más importantes del siglo XIX con 16 barcos de vapor en 1892 y 664 empleados, sin contar unos 120 jornaleros diarios.
 

La literatura sigue siendo, en este momento, una actividad marginal porque es más una vocación que una profesión. Desde 1882, las tertulias nocturnas fueron organizadas por estudiantes en el atrio de la iglesia de San Nicolás. La literatura del vanguardismo es reconocida y leída por algunos grupos de líderes culturales a fines del siglo XIX. Además, se publicaron 63 publicaciones periódicas en Barranquilla entre 1850 y 1888, como El Promotor, El Anunciador y El Pueblo. El periódico The Shipping List, publicado en inglés, también se creó en 1872, un signo de considerable dinamismo en las actividades de información destinadas a llegar a muchos lectores. La fotografía se convierte, durante este período, en una enorme fuente de documentación visual.

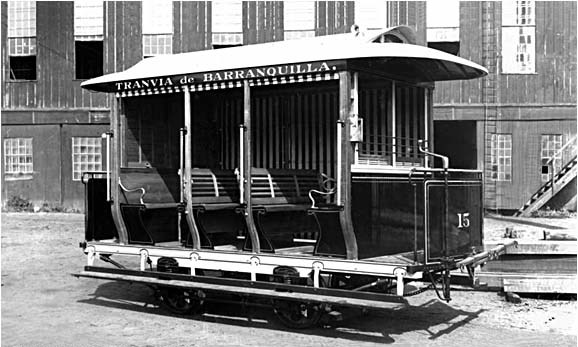
Tranvía de Barranquilla.

El tranvía, como primer modo de transporte de pasajeros en Barranquilla, también se creó durante la segunda mitad del siglo XIX. En 1887, la asamblea constituyente del estado soberano de Bolívar otorgó la concesión de la operación del tranvía a Francisco Javier Cisneros. El trabajo comienza el año siguiente y finaliza dos años después, después de varias interrupciones. El tranvía de Barranquilla, inaugurado el 26 de abril de 1890, consta de dos líneas que salen cerca de la estación de Montoya y sirven a las principales calles y puntos clave de la ciudad. Se compone de vagones con una capacidad que va de 9 a 15 pasajeros y tirados por mulas. Los barranquilleros, que consideran el tranvía como un avance extraordinario, inmediatamente lo reciben con entusiasmo.

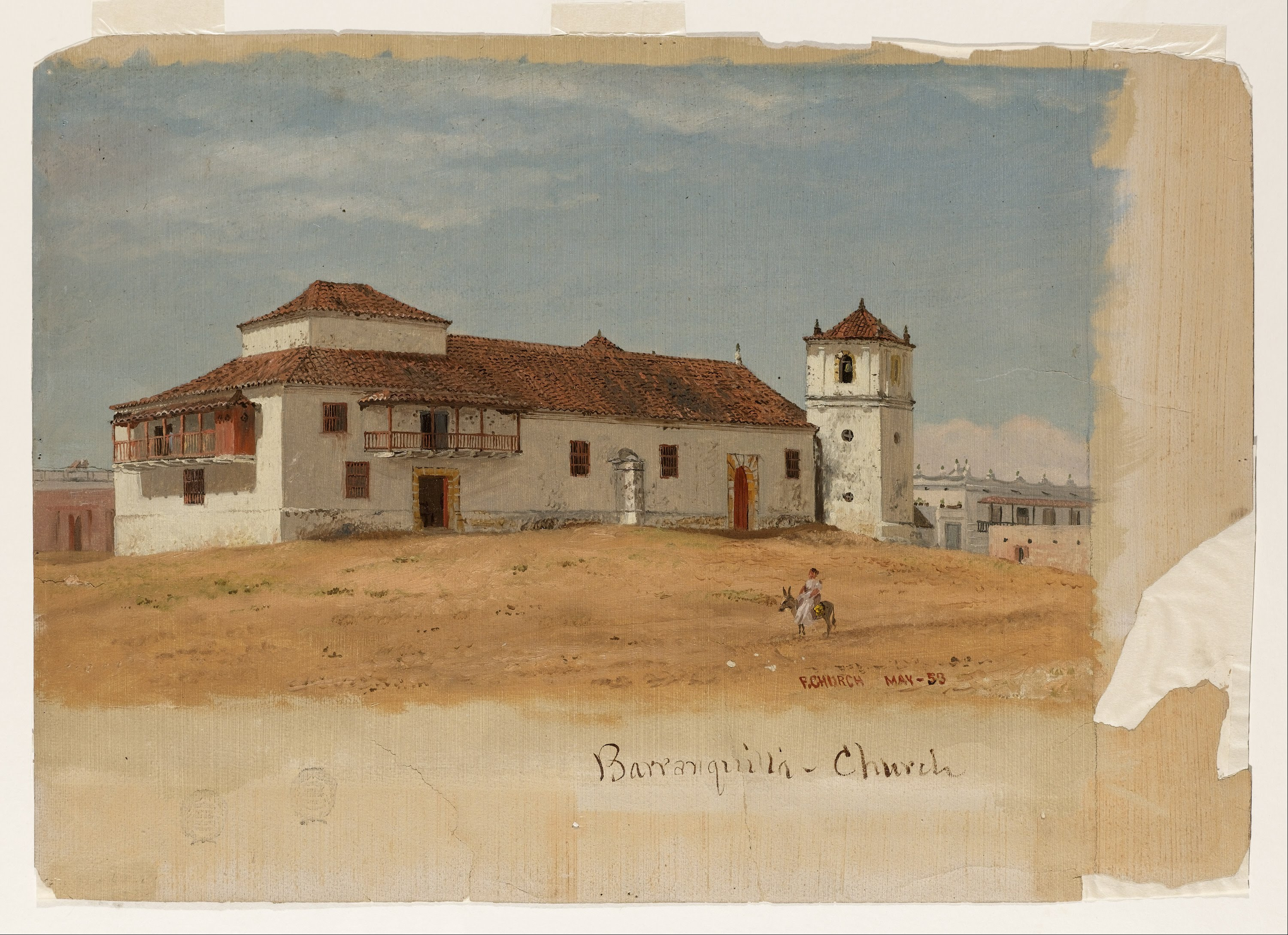
«Barranquilla» por Frederic Edwin Church, 1853.

Aunque las dificultades de transporte entre Sabanilla y Barranquilla se habían resuelto con la construcción de un ferrocarril, el puerto costero enfrenta problemas permanentes de preparación, un atraque difícil para los barcos, una fuerte sedimentación y evolución natural del entorno circundante. Es por eso que la Barranquilla Railways Company decidió estudiar la posibilidad de construir otro puerto más seguro para el comercio internacional fuera de Sabanilla. Se encuentra una nueva ubicación en Cupino. Las obras para la construcción del puerto comienza 31 de diciembre de 1888 y la inauguración del muelle de Puerto Colombia se lleva a cabo el 15 de junio de 1896, fue en su momento la tercera estructura más grande de su tipo con su viaducto de 720 metros de longitud, su altura del agua que oscila entre 40 y 45 pies, y con su atraque de amarre de 180 metros de eslora de más de 15 metros de ancho donde se puede amarrar hasta cinco barcos a la vez.
Finalmente, los primeros bancos fueron fundados en Barranquilla por comerciantes que deseaban diversificar sus actividades en otros sectores de la economía. El Banco de Barranquilla fue fundado en 1873, se crearon también el Banco Americano y el Banco Márquez en 1883. Este último fue liquidado en 1893 debido a la falta de transparencia en sus operaciones, y las otras dos instituciones financieras sufrieron el mismo destino en 1904. Barranquilla, gracias en parte a su condición de puerto, es considerada una ciudad cosmopolita que acoge en 1892 a representantes consulares de dieciséis países diferentes.  Finalmente, en Barranquilla aparecen actuaciones recreativas con artistas populares como el violinista Narciso Baraya o la soprano Conchita Nicolao. El teatro municipal, cuyas obras comienzan en 1896 y se llama Emiliano en honor a su fundador Emiliano Vengoechea, alberga representaciones artísticas, conciertos y bailes de carnaval.

## Primera mitad delsigloXX: Nuevo orden político y desarrollo urbanístico

### Erección como capital de Atlántico e inestabilidad política

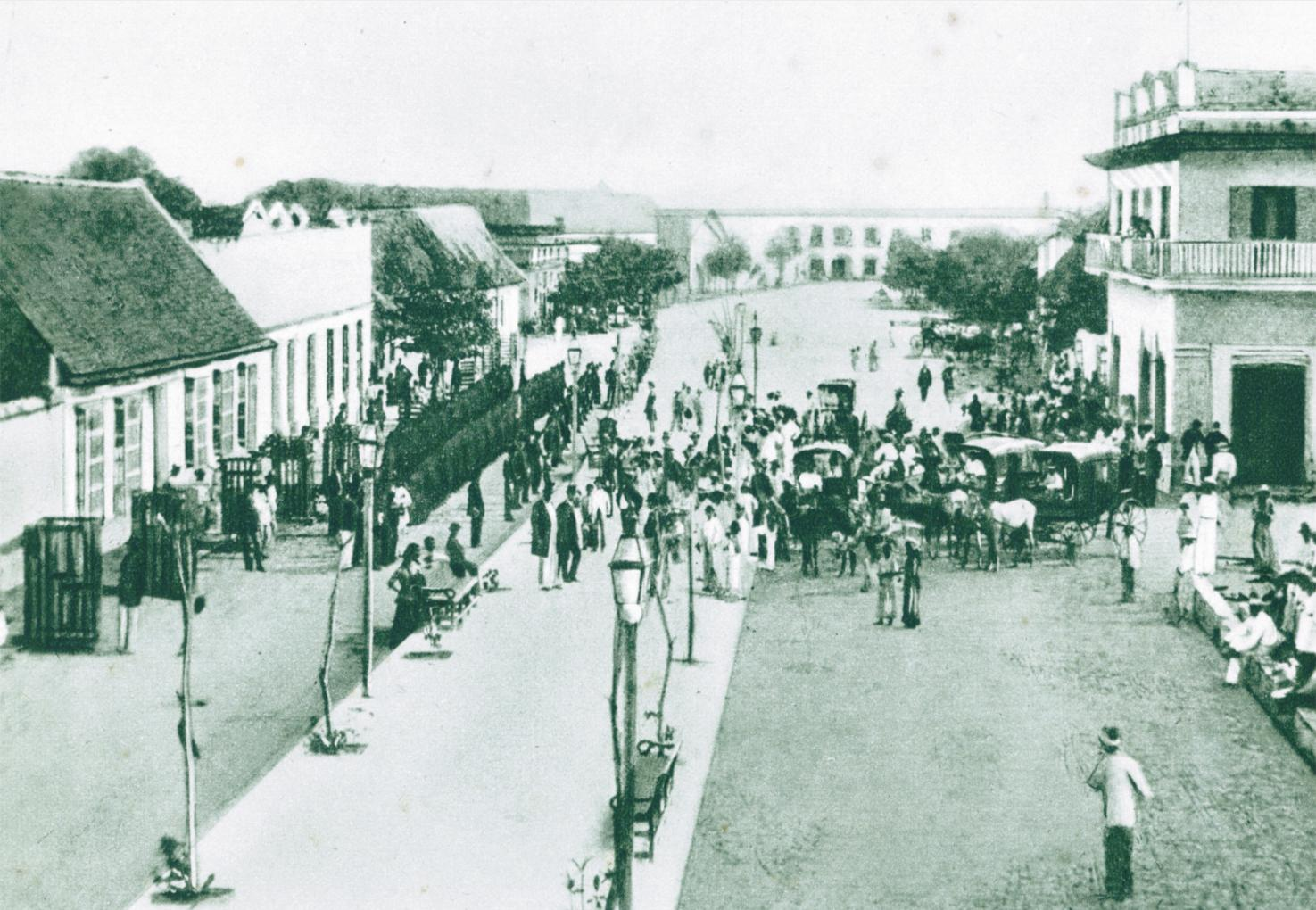
El camellón Abello en 1903, actual paseo de Bolívar.

En el primer plano de la ciudad, que data de 1897 y el de 1905, ambos hechos por Cayetano Moreno y David Granados, Barranquilla ocupa un área de 386,47 hectáreas. Durante este período de 8 años, la población creció en más del 90%, de aproximadamente 21 000 a 40 115 habitantes. Este aumento se debe en parte a las corrientes migratorias durante la Guerra de los Mil Días. En las primeras décadas del siglo XX, los nuevos flujos migratorios provenían de departamentos vecinos o de países que no tenían relaciones comerciales estrechas con Colombia. Estas migraciones plantean varios problemas, en primer lugar a la administración local, pero también a los trabajadores cuyos salarios permanecen por debajo de los precios de los principales artículos de consumo. Estas migraciones nacidas del deseo de hacer de Barranquilla una ciudad cosmopolita, están en el origen de la aparición del movimiento sindical más desarrollado de Colombia. Es tan importante que fortalece el movimiento laboral nacional a quien proporciona líderes y estrategias. Inicialmente, las sociedades de autoayuda, algunas de las cuales cuentan con el apoyo de la Iglesia católica, se convirtieron en las primeras asociaciones sindicales en Barranquilla. Luego, durante la primera década del siglo XX, nacieron organizaciones sindicales e interprofesionales. El 11 de abril de 1905, durante la creación del departamento del Atlántico decretado por la Asamblea Nacional Constituyente y Legislativa a través de la Ley 17 de 1905, Barranquilla se convierte en su capital. El nacimiento de este nuevo departamento se celebra el 15 de junio del mismo año y el presidente de la época, Rafael Reyes, nombra a su ministro de Guerra, general Diego A. de Castro, primer gobernador en Barranquilla. En 1906, Francisco E. Baena, director de la compañía de tranvías de Barranquilla, decidió modernizar esta empresa abandonando la tracción animal por energía eléctrica y extendiendo las líneas a Soledad y Sabanalarga. Estos proyectos nunca ven la luz del día. El tranvía enfrenta la competencia de los automóviles que aparecen a principios de siglo o las chivas cuyos boletos son del mismo valor que los del tranvía. La obsolescencia de los vagones y la falta de modernización tecnológica del tranvía indican su declive y el servicio de autobuses mejora al mismo tiempo. Finalmente cesa sus actividades en 1927.

Los efectos de la crisis financiera y económica mundial están forzando a Colombia a realizar cambios administrativos. Reyes, que tiene enemigos en los antiguos estados federalistas, decidió presentar a la Asamblea Nacional el 24 de julio de 1908 un proyecto de reforma territorial que subdividiría los nuevos departamentos en 27 entidades más pequeñas.  Con la Ley 01 del 5 de agosto de 1908, el departamento del Atlántico es abolido y reemplazado por una nueva división territorial, el departamento de Barranquilla. Sin embargo, con su gobierno mostrando signos de inestabilidad, Reyes salió de Colombia el 14 de marzo de 1909, con la esperanza de dirigir el país desde París. 

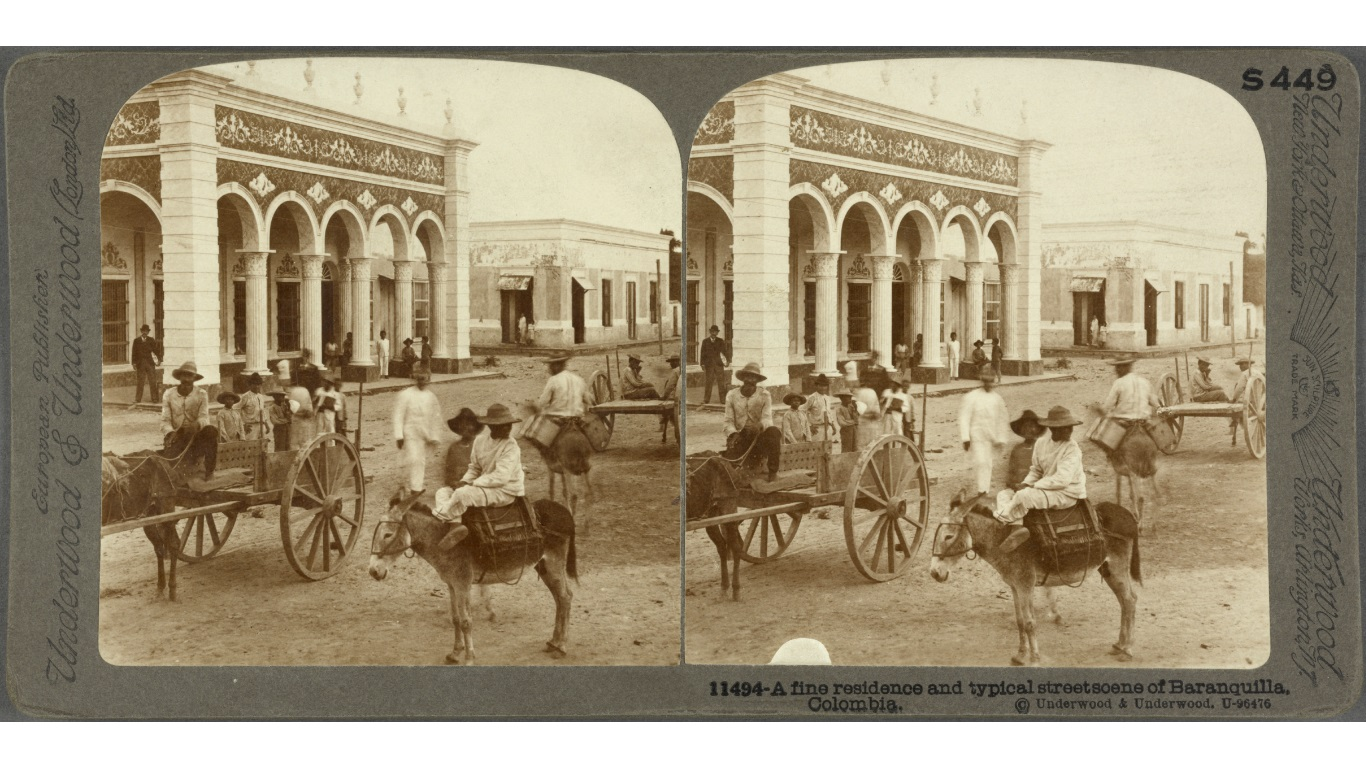
Autoestereograma de una casa en Barranquilla durante la década de 1910.

El 14 de junio de 1909, después de la renuncia de Rafael Reyes a la presidencia, el primer designado, Jorge Holguín, asegura el de presidente interino. Sin embargo, el exvicepresidente Ramón González Valencia, elegido para el cargo en 1904, solicita la aplicación de sus derechos constitucionales que lo requieran para sustituir al presidente durante su ausencia temporal o permanente, que niega Holguín, pues González Valencia renunció en 1905. Los partidarios de González Valencia luego deciden organizar un golpe militar. El 4 de julio, el general Daniel Ortiz, al frente del movimiento revolucionario, causa un levantamiento en Barranquilla, llamado "El Barranquillazo". Después de seis días de conflicto, el intento falla. A pesar de este contratiempo, González Valencia tiene el apoyo de los republicanos en su intento de completar el período presidencial de Reyes que finalizaría el 7 de agosto de 1910 y es elegido por el Congreso en esta posición en la que toma posesión del 4 de agosto de 1909.
El levantamiento armado de 4 de julio, seguida de otras revueltas anima Reyes a renunciar formalmente a la presidencia  el 27 de julio de 1909. Los antiguos departamentos como existían antes de las reformas Reyes se restauran mediante el Decreto 340 de 16 de abril de 1910 pero el 17 de mayo del mismo año, representantes de Barranquilla en la Asamblea Nacional tienen un proyecto de recuperación territorial es aprobada, permitiendo que el Atlántico el departamento que será inaugurado por segunda vez el 7 de agosto de 1910. Barranquilla luego se convierte de nuevo en la capital.
En febrero de 1910, los jornaleros dedicados a las labores de transporte en el río Magdalena se rebelan en contra de sus condiciones de trabajo con jornadas laborales de más de diez horas y bajos salarios. Después de cuatro días de huelga, solo se vuelven a evaluar los salarios, pero este es el primer éxito en la historia de los trabajadores colombianos.

### Influencias de la Primera Guerra Mundial y la guerra de los Mil Días
Para 1912, Colombia con condiciones geográficas heterogéneas y difíciles, los inversores locales están tratando de iniciar la llegada de la aeronáutica en el país, lo que podría estimular el comercio. Así, gracias al banquero José Víctor Dugand que decide financiar vuelos de prueba, el aviador George Schmitt (o John Smith según las fuentes) realiza el segundo vuelo en territorio colombiano y el primero sobre Barranquilla el 29 de diciembre de 1912, aterrizando en el barrio El Prado. A partir de entonces, Barranquilla se convirtió en pionera en el campo de la aeronavegación en Colombia. El primer vuelo del correo aéreo en el territorio nacional se realiza el 18 de junio de 1919 por el aviador William Knox Martin y su copiloto Mario Santo Domingo, empresario colombiano y padre de Julio Mario Santo Domingo, en un biplano de dos plazas, modelo Curtiss Standard. Desde El Prado, el avión fue a Puerto Colombia, con 60 postales a bordo. El 5 de diciembre del mismo año nació la Sociedad Colombo Alemana de Transportes Aéreos (SCADTA). Fundada por un grupo de banqueros y comerciantes, es es la segunda aerolínea aún existente más antigua del mundo y también la más antigua en funcionamiento continuo, denominada hoy en día como Avianca.
A principios de la década de 1910, cuando las tensiones aumentaron, los alemanes constituyeron la colonia extranjera más grande en Barranquilla y ejercieron un gran control sobre ella. La prensa de la época observa, mientras desdramatiza, el hecho de que operaban allí incluso maniobras militares. Por ejemplo, el periódico El Diario informa el 16 de junio de 1914 que un destacamento de 150 marineros alemanes está visitando la ciudad "caminando por las calles en completo entrenamiento militar". El 30 de junio de 1914, dos días después del asesinato del Archiduque Franz Ferdinand de Austria, la prensa relativiza este evento mientras acoge la perspectiva de nuevos negocios e industrias. Barranquilla muestra poco interés en los detalles del comienzo del conflicto, por varias razones. La ciudad ve oportunidades para que la prosperidad supere los posibles efectos negativos. Además, muestra un profundo respeto por el rol económico que desempeña la colonia alemana. Aunque está experimentando cierta contracción económica debido a esta guerra, Barranquilla es la ciudad colombiana que ofrece las mejores oportunidades de crecimiento. Así, la creación de la Cámara de Comercio de Barranquilla en 1916, el nacimiento del barrio El Prado y la aerolínea SCADTA o la construcción del edificio de la aduana en 1919 son el resultado.
Según el historiador cinematográfico colombiano Luis Alfredo Álvarez, la actividad cinematográfica en el país comenzó en 1897 con la llegada del vitascopio de Thomas Edison. Luego, varias compañías llegan a Barranquilla durante la Guerra de los Mil Días (1898-1902) para presentar imágenes cinematográficas sobre Europa. Durante su estancia en la ciudad, los hermanos italianos Francesco y Vincenzo Di Domenico, que llegaron a Colombia en 1910, muestran a los habitantes varias películas francesas e italianas que importaron. En 1914, el italiano Floro Manco realiza lo que se considera el primer documental independiente colombiano: Carnaval de Barranquilla en 1914.
Al final de la Primera Guerra Mundial, muchos inmigrantes de Europa llegaron a Barranquilla a través del muelle de Puerto Colombia. Buscan disfrutar de la prosperidad y la tranquilidad de la capital de Atlántico. La ciudad pasa de los 64 543 habitantes a 139 974 habitantes entre 1918 y 1938. Entre 1880 y 1930, Barranquilla atrajo a muchas empresas comerciales, financieras e industriales, consolidando así su imagen de una ciudad próspera y favorable a la llegada de nuevos inmigrantes. Además, gracias a la construcción del ferrocarril a sus diversos puertos naturales y la conexión con el muelle de Puerto Colombia, Barranquilla se consolida como el primer puerto exportador colombiano, hasta la década de 1940. Gozó de gran desarrollo urbano durante este periodo con la creación de nuevos barrios como Boston, El Recreo, Delicias y Bellavista.

### Crecimiento económico exponencial y flujo migratorio

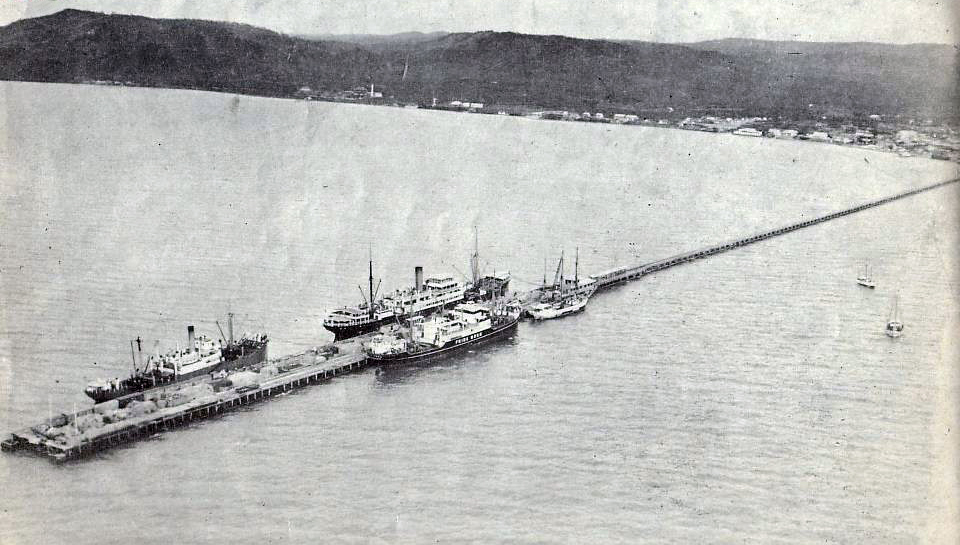
Muelle de Puerto Colombia en los años 1920.

En la década de 1920, la inversión industrial era una parte importante de la vida económica de la ciudad, con un número cada vez mayor de empresas comerciales e industriales. De hecho, durante esta década, representaron el 41,8% de las inversiones totales de nuevas empresas en comparación con menos del 5% en las cuatro anteriores. A fines de la década de 1920, Barranquilla, la tercera ciudad industrial más grande del país, se convirtió en un ejemplo en términos de desarrollo urbano y servicios públicos. Durante las décadas de 1920 y 1930, atrajo el 60% del comercio exterior de Colombia. También es el primer puerto aéreo, marítimo y fluvial de Colombia. A principios de la década de 1930, el ímpetu industrial de Barranquilla no se vio frenado por la Gran Depresión. Durante este período, la producción industrial se concentra en ciertos sectores, incluidos los textiles. Ahora, de acuerdo con un censo de establecimientos industriales llevados a cabo en 1934 en la ciudad colombiana, 5688 trabajadores y 646 empleados a 134 empresas se cuentan y el sector textil emplea a 1784 personas en siete empresas, o el 31,4% del total de trabajadores.

El barrio El Prado, que será declarado de interés cultural nacional por la resolución 0087 del 2 de febrero de 2005, se convierte en el primer distrito residencial de estilo moderno en Colombia; este modelo de urbanización moderno está diseñado por Karl Calvin Parrish y Manuel de la Rosa. La Compañía Urbanizadora El Prado es creada mediante escritura pública 781 del 12 de marzo de 1920, registrada ante notario. 

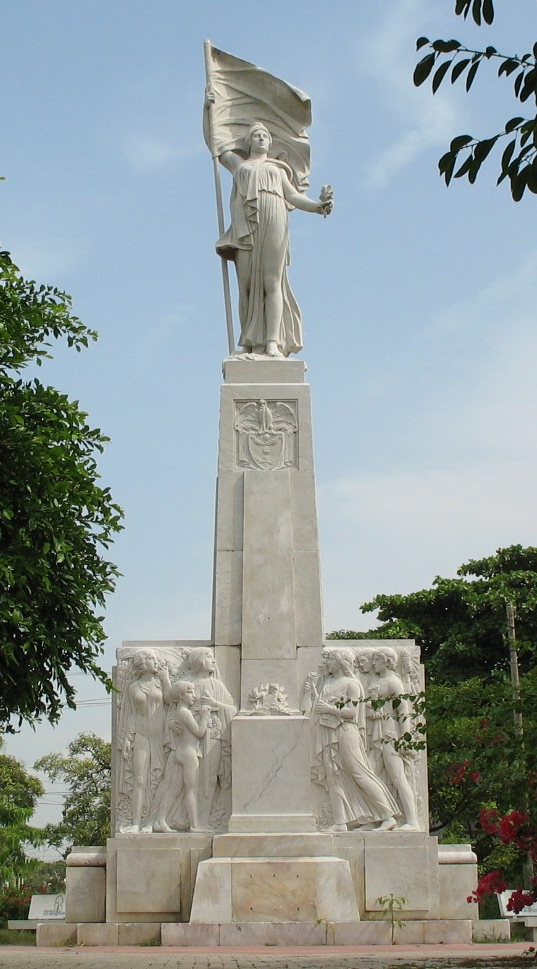
Monumento a la bandera.

El jazz hizo su aparición en Barranquilla en 1921 con la Orquesta Panamá Jazz Band presentada en un club social, el Club ABC. Sin embargo, según el sociólogo Adolfo González Henríquez a principios de los años 1920, la música de la costa no es favorecida por las clases altas de la ciudad que prefieren estilos musicales de la Belle Époque Europea que los inspiraron a copiar la frivolidad londinense o parisina en ese momento. No fue hasta la década de 1960 cuando comenzaron a formarse unos pocos círculos que escuchaban programas de radio dedicados al jazz, como El Maravilloso Mundo del Jazz. Además, incluso si HJN se convierte en la primera estación de radio de Colombia el 5 de septiembre de 1929 en Bogotá, es en Barranquilla donde nace el 8 de diciembre del mismo año la primera estación de radio comercial. Esta estación, que también es la primera estación con olas largas y cortas, es creada por Elías Pellet Buitrago bajo el nombre de HKD antes de convertirse en La Voz de Barranquilla. Barranquilla es también el hogar de la primera radio FM del país, 96.1 (Radio Tiempo). Barranquilla, a través del Decreto 1108 de 1925, es la primera ciudad de Colombia en hacer cumplir la ley 28 del 16 de febrero de 1925 aprobada por el Congreso que se establece el Día Nacional de la Bandera, conmemorado cada 7 de agosto. Este día conmemora el 7 de agosto de 1819, fecha de la batalla de Boyacá entre los ejércitos español y el republicano, sellando la independencia definitiva de Colombia. El monumento de la bandera de Barranquilla, diseñado por el italiano Tito Ricci, fue hecho por el escultor Marco Tobón Mejía en París. Transportados desde la capital francesa a Barranquilla en el vapor Colombo, la estatua llega 14 de agosto de 1931 y fue inaugurado el 11 de noviembre del mismo año después de haber sido instalado en la parte más alta del parque Once de noviembre. 

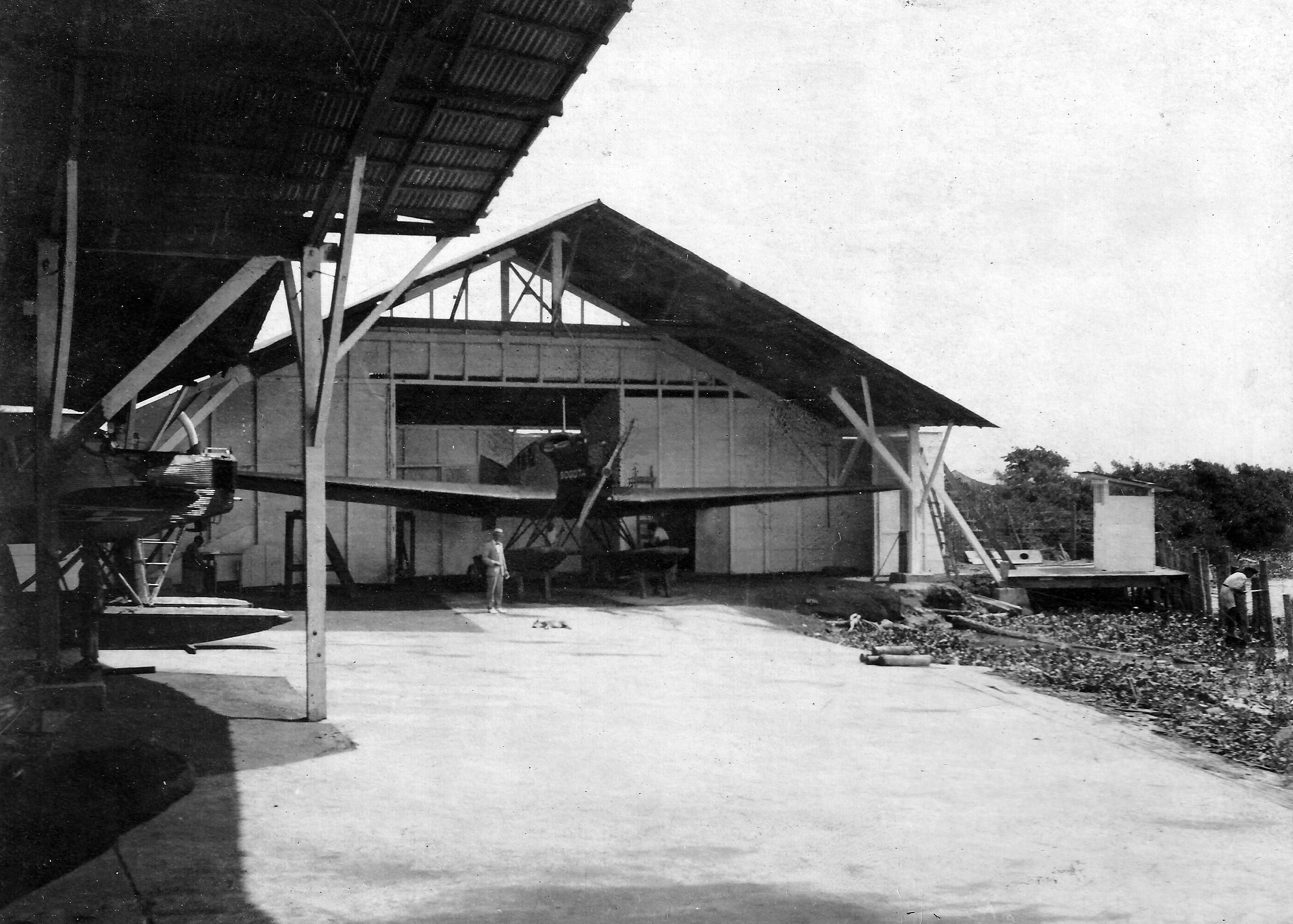
Hangares de SCADTA en el aeropuerto de Veranillo, 1922.

 El aeropuerto de Veranillo, cuyas primeras instalaciones aeronáuticas se construyeron en 1920, es la primera infraestructura de este tipo en Colombia. Es utilizado por la Sociedad Colombo-Alemana de Transportes Aéreos (SCADTA) hasta la inauguración del aeropuerto de Soledad en 1936. El primer vuelo de SCADTA se realizó el 12 de septiembre de 1920, entre Barranquilla y Puerto Berrío. Gracias a esta aerolínea, el tiempo de viaje entre Barranquilla y Bogotá pasa de catorce días en barco fluvial a diez horas en avión, los pasajeros amerizan en Girardot antes de terminar su viaje en tren. Entre 1921 y 1925, aproximadamente 5000 pasajeros toman este vuelo. Después de 1928, adicionalmente se instalaron conexiones aéreas a la capital, al aeropuerto de Techo. La historia de la aviación en Barranquilla, sin embargo, no tiene éxito completo porque también conoce el primer accidente aéreo en Colombia el 8 de junio de 1924, cuando se estrelló el hidroavión Tolima Junkers A-16.
El 24 de octubre de 1925, se publica el primer número del periódico anarquista Vía Libre bajo la dirección de Gregorio Caviedes, que desea crear una gran unión regional. Lo logra con la Federación Obrera del Litoral Atlántico o FOLA formada por 16 sindicatos. La Masacre de las Bananeras el 6 de diciembre de 1928 en la zona bananera de Ciénaga de la que se cuentan entre 13 muertos según el general Carlos Cortés Vargas y más de 1000 personas de acuerdo con el líder huelguista Alberto Castrillón, el embajador de los Estados Unidos en aquel momento y el político Jorge Eliécer Gaitán, guarda estrecha relación con la historia de Barranquilla. De hecho, antes de la sangrienta represión de la huelga, la llegada de la United Fruit Company a Ciénaga llevó a la construcción de un ferrocarril y la llegada de grandes terratenientes que deseaban producir plátanos. Ciénaga y Barranquilla luego desarrollan relaciones comerciales. Barranquilla, cerca del área de producción bananera, incluso se beneficia de ella: su población y su área urbana están creciendo. La huelga en las plantaciones de banano comenzó el 12 de noviembre de 1928. La United Fruit Company dejó de pagar a sus trabajadores. Las cámaras de comercio de Ciénaga y Barranquilla deciden ayudarlos para que no mueran de hambre. La huelga termina con una masacre. Muchos trabajadores desempleados deciden buscar mejores condiciones de vida y de trabajo en Barranquilla.
En 1928, se realiza un panorama del aparcamiento de Barranquilla: se contabilizan 1691 automóviles, 344 camiones y 118 autobuses. El proceso de modernización de la ciudad se consolida a través de diversas iniciativas de grupos privados que fortalecen el sector financiero e impulsan las actividades públicas, industriales, comerciales y portuarias. Sin embargo, para hacer frente al rápido crecimiento de la ciudad, se hace necesario desarrollar servicios públicos. A pesar del préstamo de 5 millones de dólares de la Central Trust Company of Illinois, con sede en EE. UU. que ayudó a resolver el déficit de servicio público, se decidió crear la primera empresa pública en Colombia, con las Empresas Públicas Municipales el 20 de agosto de 1925, consiguiendo organizar, a mediados de 1929, un acueducto que transportaba agua potable y modernizaba el pavimento de las calles de la ciudad. Nuevos apodos se dan a Barranquilla a partir de este período próspero, Ciudad Luz, Nueva York de Colombia o La Llave de la Nación. Bajo la dirección de Parrish y otro contratista, Gregorio Obregón Arjona, el Hotel El Prado comienza a construirse 15 de noviembre de 1927 y fue inaugurado el 15 de febrero de 1930. Situado en el corazón de la zona de El Prado, se considera el primer hotel turístico en Colombia. y uno de los primeros en América Latina.
La propuesta de apertura de la desembocadura del río Magdalena, Bocas de Ceniza, es respaldado en 1876 por Aníbal Galindo quien cree que esto crearía beneficios incalculables en las relaciones de Colombia con países extranjeros. Sin embargo, es solo el 28 de mayo de 1935, cuando un barco de vapor, el canadiense Talaralite, consigue pasar más allá de las aguas turbulentas entre el mar y el río y  llegar al puerto de Barranquilla. A continuación, el buque recibe 20 000 litros de gasolina de la Tropical Oil Company antes de continuar su viaje al puerto de Buenaventura y abastecer de combustible a la región occidental de Colombia. Por primera vez, la gasolina producida en territorio colombiano transita desde un puerto en el océano Atlántico a un puerto del Pacífico.

### El crack de 1929
Con la crisis de la década de 1930, Barranquilla recibe a una fuerza de trabajo cada vez más grande en busca de empleo. La Asociación de comerciantes (Adeco) de la ciudad decide reflejar, en una reunión el 9 de febrero de 1930, la mejor manera de organizar el trabajo para estos desempleados. Posteriormente, muchos sindicatos continúan formándose. En 1937 es creada la Federación Nacional de Transporte fluvial, marítimo, portuario y aéreo, compuesta por 40 sindicatos. De acuerdo con un estudio realizado en 1948 por la Contraloría General de la República de Colombia, en Barranquilla el 70% de los trabajadores pertenecía a una organización sindical frente a solo el 14% en Bogotá y 21% Medellín. Sin embargo, muchos sindicatos de Barranquilla perdieron el poder en la década de 1950 y fueron suplantados por los sindicatos nacionales en la capital colombiana. Además, Barranquilla se vuelve cada vez más cosmopolita durante la primera mitad del siglo XX. De hecho, si en 1875 cuenta con poco más de 300 extranjeros, su número oficial llega a 862 en 1912, y continúa aumentando de año en año. Por lo tanto, 1595 extranjeros de todos los ámbitos de la vida se cuentan en 1918, 4379 en 1928 y 5379 en 1951. El 7 de julio de 1932, el Papa Pío XI creó la diócesis de Barranquilla, por división de la arquidiócesis de Cartagena de Indias. Luis Calixto Leyva Charry fue nombrado primer obispo de la nueva diócesis un año después.

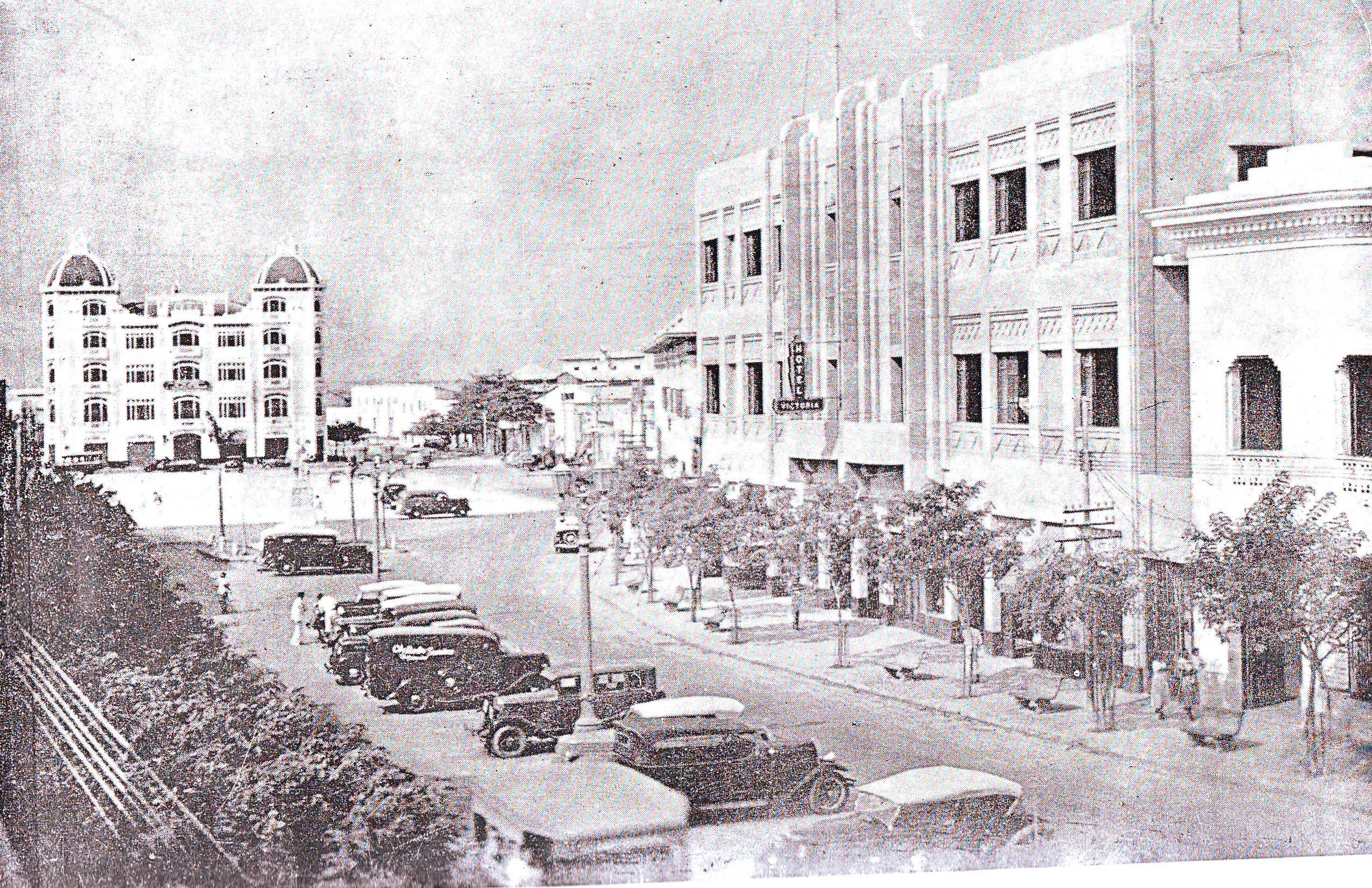
Paseo de Bolívar, centro del comercio y negocios de Barranquilla. Al fondo se aprecia el desaparecido Edificio Palma.

Entre 1938 y 1951, la población de la capital del Atlántico aumentó de 139 974 a 279 627 habitantes, gracias en particular a los flujos de población nacional. Sin embargo, durante este periodo, frente a la creciente competencia desde el puerto de Buenaventura, el crecimiento de la población de Barranquilla es más lento que el de otras grandes ciudades de Colombia como Bogotá, Cali y Medellín, con una tasa promedio anual de 4,7% contra 5,9%. El declive de Barranquilla realmente comenzó en las décadas de 1940 y 1950, cuando el puerto enfrentaba el ascenso del de Buenaventura. Las principales razones de la creciente importancia de este último incluyen el desarrollo de la infraestructura vial que le permite un enlace facilitado con las áreas productoras de café y la apertura del Canal de Panamá que abre los mercados de América del Norte y Europa. En 1935, el puerto de Buenaventura suplantó al de Barranquilla como punto de salida para las exportaciones y en 1942 se convirtió en el principal punto de entrada para las importaciones. El declive de Barranquilla como el principal puerto de Colombia se refleja en su crecimiento industrial, y el número de trabajadores en la industria aumenta solo levemente, incluso en el sector textil altamente dinámico. Los empresarios comienzan a invertir en sectores como el comercio, el transporte y el turismo.

### La Segunda Guerra Mundial
Cuando estalló la Segunda Guerra Mundial, Barranquilla tuvo que enfrentar sus múltiples repercusiones. En primer lugar, la comunidad alemana, que sigue siendo importante allí, tiene un gran poder económico y político. Sin embargo, se enfrenta a la realidad de la situación en Europa. Esto atrae la atención de los norteamericanos que temen por sus intereses estratégicos. De hecho, los alemanes de Barranquilla tienen una base aérea allí y se encuentran en una posición dominante en el río Magdalena gracias a las inversiones de sus empresas fluviales. Finalmente, producen submarinos destinados a incursiones en el Caribe. El  23 de junio de 1942, un submarino alemán hunde la goleta colombiana Resolute en el archipiélago de San Andrés, Providencia y Santa Catalina, matando a seis civiles colombianos, mientras que otros tres son heridos. Violentas manifestaciones estallaron en Barranquilla y varias empresas alemanas, italianas, suizas y españolas fueron atacadas. Dos días después, un decreto prohíbe a los inmigrantes de los tres países principales de las fuerzas del Eje vivir a menos de 100 km de la costa en los departamentos de Atlántico, Bolívar y Magdalena. La Segunda Guerra Mundial provocó el estancamiento económico de Barranquilla, que tenía dificultades para importar y exportar y no veía los recursos de la venta de café. Sin embargo, esto no impide que la ciudad, durante el censo industrial de 1945, cuente 11 449 trabajadores industriales en 580 empresas.

### El Bogotazo
El 9 de abril de 1948, el líder liberal Jorge Eliécer Gaitán fue asesinado en Bogotá, lo que desencadenó la insurrección armada del Bogotazo, considerada el punto de partida de La Violencia. Varios disturbios también se dieron en otras ciudades del país. En Barranquilla, el presbiterio de la iglesia de San Nicolás de Tolentino es incendiado por la multitud enfurecida y todos los documentos históricos que estaban allí se pierden. La Santa Sede buscaba que la iglesia parroquial de San Nicolás sirviera de procatedral en la creación de la Diócesis de Barranquilla, pero el fuego que asoló la iglesia de San Nicolás de Tolentino lo impide.

## Segunda mitad delsigloXX: Estancamiento posguerra

### Declive demográfico e inestabilidad política
Barranquilla experimentó un período de inestabilidad económica durante la segunda mitad del siglo XX debido a medidas proteccionistas que afectaron el comercio internacional y, por lo tanto, su actividad portuaria, así como un período de corrupción política. 
Después del asesinato de Jorge Eliécer Gaitán el 9 de abril de 1948 en Bogotá, la sangrienta lucha entre conservadores y liberales lleva a una migración de la población hacia las ciudades costeras. A continuación, Barranquilla atrae a comerciantes que buscan oportunidades, así como a residentes rurales que buscan trabajo. Sin embargo, la tasa de crecimiento de la población en Barranquilla es inferior a la de la mayoría de los grandes centros urbanos en Colombia, con una tasa promedio de 4,4% entre 1951 y 1964 contra más del 6% para Cali, Bogotá y Medellín por el mismo periodo. Entre 1964 y 1973, esta tasa siguió disminuyendo en Barranquilla, con un promedio anual de 3,8% en comparación con más de 5% en las otras tres ciudades. Durante el período presidencial de Misael Pastrana entre 1970 y 1974, su política de "cuatro estrategias" (revivir el sector industrial a través del sistema UPAC, entre otros) obligó a la población rural a emigrar a las ciudades. Para ayudar al desarrollo en la región del Caribe, el gobierno colombiano decidió construir un puente a través de la Ley 113 del 29 de diciembre de 1962. Un primer contrato para su construcción en el río Magdalena es firmado por Guillermo León Valencia dos días antes del final de su mandato presidencial, el 5 de agosto de 1966. Su sucesor, Carlos Lleras Restrepo, revoca el contrato, considerando que hay inconsistencias técnicas , financieras y legales. Firmó un nuevo contrato el 1 de julio de 1970 para construir un puente que uniría Barranquilla a la isla de Salamanca con el consorcio formado por Cuéllar Serrano Gómez Ltda y la empresa italiana de ingeniería Lodigiani SA por un monto de $ 143 200 000. Diseñado por el italiano Riccardo Morandi, la obra arquitectónica fue finalmente inaugurada el 6 de abril de 1974 por Misael Pastrana bajo el nombre de Laureano Gómez. La estructura llegaría a ser conocida como puente Pumarejo. Sin embargo, estas medidas no lograron frenar el descenso en la tasa de crecimiento de la población de la capital de Atlántico, ya que es solo del 2,1% entre 1973 y 1985, aún más bajo que las otras tres ciudades principales de Colombia.
Barranquilla experimentó un período de inestabilidad política entre 1950 y 1988, con un alcalde elegido cada dos años en promedio. En la década de 1960, se estableció una política de "clientelismo", adoptada por la mayoría de los grupos políticos en la ciudad. Desde 1988, en Colombia, los alcaldes son elegidos por tres años. Pero en Barranquilla, las primeras elecciones, aplicando esta reforma constitucional, están marcadas por el fraude electoral: la elección de Jaime Pumarejo es declarada nula por el Consejo de Estado, siendo validada la de Gustavo Certain.
En la década de 1960, Barranquilla fue golpeada por dos crisis. El declive industrial se suma al declive comercial debido a la parálisis del puerto. La ciudad tampoco puede hacer frente a la inmigración masiva de agricultores de las regiones más pobres de la costa Caribe que se unen a las filas de los desempleados. A fines de esta década, Barranquilla también enfrenta desafíos de infraestructura como agua, salud, educación y energía eléctrica debido a esta alta migración rural. Las estructuras políticas entran en un sistema de clientelismo y corrupción, lo que tiene un impacto fiscal. Además, la mano de obra de las corrientes de migración ya no puede ser absorbida, lo que lleva a una disminución del crecimiento industrial. Durante este período, ni la administración municipal ni la administración departamental pueden encontrar soluciones a la crisis. Además, los industriales y comerciantes de la ciudad, que ya no pueden ejercer la influencia que tenían en el pasado, prefieren regresar a su negocio privado o tratar de lidiar individualmente con los problemas de sus empresas. En 1974, al final del período del Frente Nacional en Colombia, Barranquilla estaba en crisis, marcada por el empobrecimiento de sus servicios públicos y el saqueo de sus finanzas. Además, en la década de 1970, la ausencia de competencia y una política económica nacional proteccionista alejaron a las empresas tradicionales y las industrias locales. En 1995, la ciudad experimentó una grave crisis financiera con un alto índice de endeudamiento. Se observan graves deficiencias en los sectores de la salud y la educación y los residentes no están satisfechos con la cobertura de muchas necesidades esenciales.

### La nueva constitución

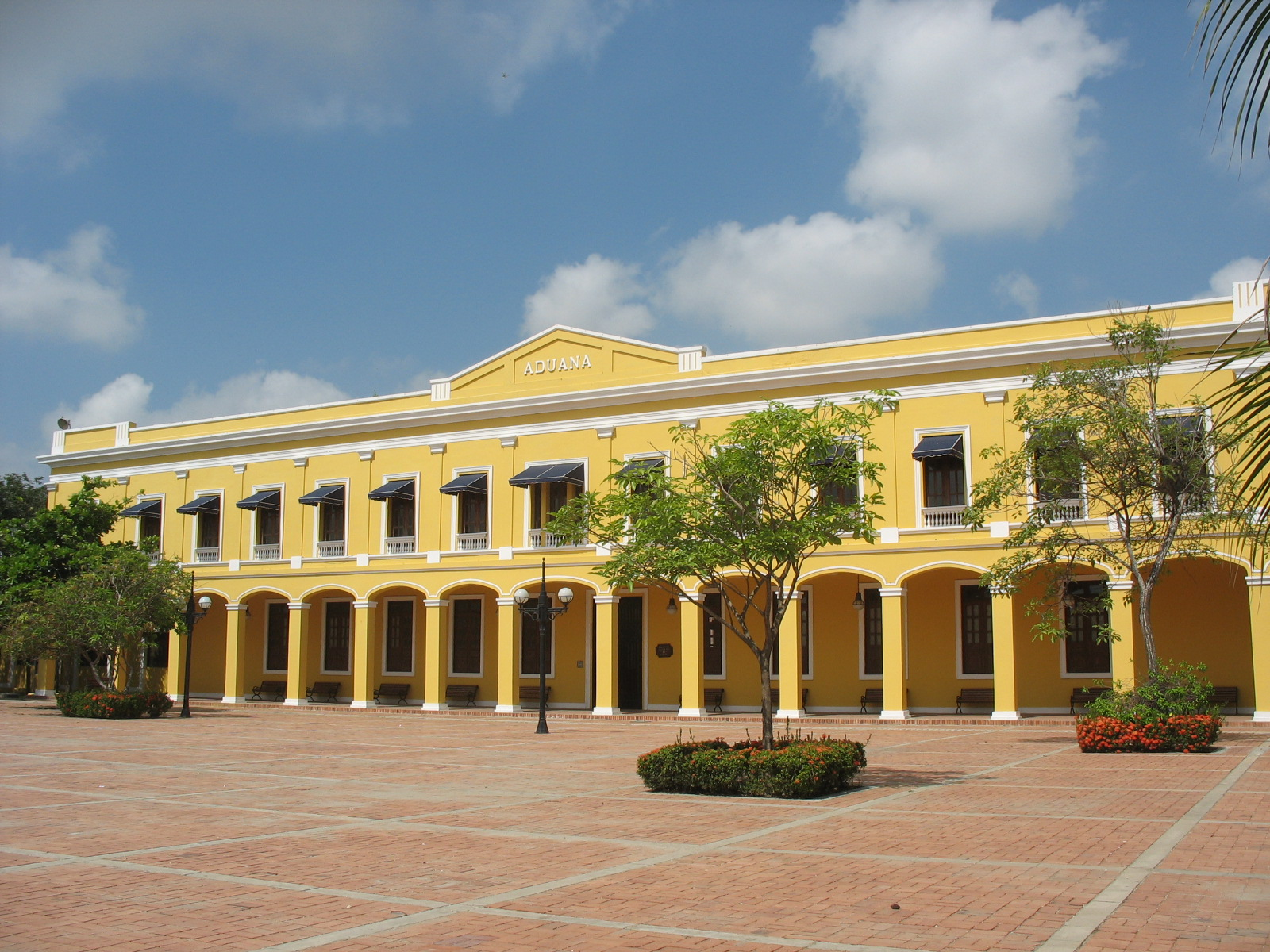
Antiguo edificio de la aduana, declarado monumento histórico en 1984 y sede del Archivo Histórico del Atlántico y de la Biblioteca Piloto del Caribe.

A fines del siglo XX, el conflicto armado colombiano condujo a nuevos flujos migratorios, particularmente desde las zonas rurales a lo largo de la costa Caribe. Desde 1991, la llegada del sacerdote católico Bernardo Hoyos Montoya es un punto de inflexión político para Barranquilla con un cambio de prioridades geográficas. De hecho, el nuevo alcalde ahora favorece al sur de la ciudad en detrimento del norte en términos de infraestructura vial o asistencia a sectores en dificultad. Los estudiantes de la Facultad de Educación de la Universidad del Atlántico llevaron a cabo un proyecto de recuperación de documentos históricos sobre Barranquilla y el departamento de Atlántico. José Alberto de la Espriella Espinosa, después de haber obtenido la autorización de la Superintendencia de Notariado y Registro (Resolución 6968 de 1991), se los entregó el 5 de febrero de 1992, 165 actos notariales de 1841 a 1878. Estos documentos son el la primera contribución al Archivo Histórico del Atlántico, creado por el Decreto 117 de 17 de marzo de 1992. Siendo depositados primero en el segundo piso de la Biblioteca de Barranquilla, los archivos históricos de Atlántico son desplazados el 3 de octubre de 1994 en el antiguo edificio de la aduana. Barranquilla obtiene el estatus de "distrito especial, industrial y portuario" gracias al acto legislativo 01 del 18 de agosto de 1993 según la Constitución de 1991. 
A pesar de la unión de varios grupos políticos y sindicatos contra la afirmación del movimiento político de Hoyos Montoya, logró elegir en 1995 a su protegido, Edgar George, antes de tomar el poder en 1997. Si sus acciones se consideran positivas durante su primer mandato, especialmente para el sur de Barranquilla, su segundo mandato está manchado por corrupción, la búsqueda de beneficios personales, negligencia en procedimientos institucionales dentro de la administración o la firma de contratos perjudiciales para la ciudad.

## Principios del : Actualidad

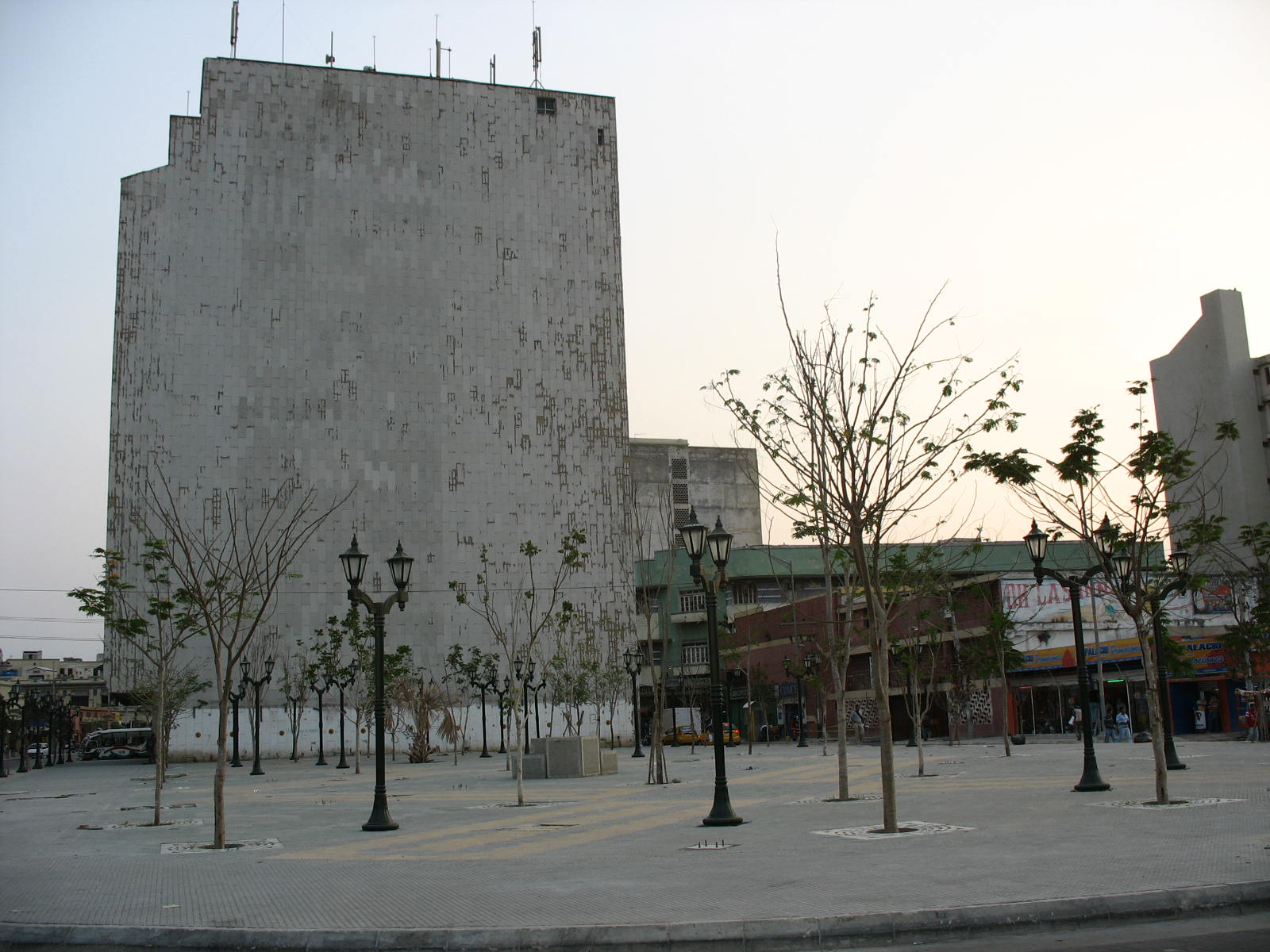
Ampliación del paseo de Bolívar detrás del antiguo edificio de la Caja Agraria.

## Principios delsigloXXI: Actualidad

### Revitalización cultural
A comienzos del siglo XXI, la situación parece evolucionar positivamente. Esto se debe en parte a la abnegación de cierta clase empresarial preocupada por la buena salud de la ciudad. De hecho, en 2000, la crisis paralizó la administración tributaria e impidió mejoras en la financiación de los servicios sociales. Por lo tanto, de acuerdo con una clasificación basada en varios criterios (la deuda pendiente, así como el porcentaje de ingresos utilizados en el gasto público, los recursos recibidos por el sistema de transferencia, los ingresos propios del municipio, la inversión y Capacidad de ahorro del distrito), Barranquilla ocupaba el lugar 572 de un total de 1086 municipios en 2000, y de 249 en 2005.
La Ley 768 de 2002 dispuso la creación del Área Metropolitana del Litoral Caribe, conformada por los distritos especiales de Barranquilla, Cartagena de Indias y Santa Marta y los municipios y entidades territoriales que forman parte de sus áreas metropolitanas, sentando las bases para una megalópolis regional con el objetivo de «formular, adoptar y adelantar planes para el desarrollo armónico e integrado del territorio que quede bajo jurisdicción de aquella; racionalizar la prestación de servicios a cargo de las entidades que la conforman y eventualmente asumir la prestación común de los mismos; ejecutar obras de interés metropolitano y adelantar proyectos de interés común».
Con la llegada de la administración municipal de Alejandro Char en 2008, la historia de Barranquilla está experimentando un nuevo punto de inflexión. Pone fin a las fuertes concesiones otorgadas a las empresas patrocinadas por los paramilitares, reduce la burocracia y recupera la confianza de los contribuyentes y los bancos. Esto le permite emprender planes ambiciosos para carreteras con pavimentos de carreteras en los barrios más pobres y la creación de avenidas importantes. El sistema de salud, que fue uno de los peores del país, se reformó y se convierte en un modelo en términos de cobertura y calidad. Por lo tanto, los pacientes que reciben un plan subsidiado también pueden beneficiarse de la atención inmediata, tan buena o mejor que en las clínicas privadas, en comparación con los pacientes de bajos ingresos en Bogotá que generalmente tienen que esperar varias horas. A nivel de educación, entre 2008 y 2013, alrededor de 100 escuelas públicas se construyen o restauran mientras se mejora la capacitación docente.
El carnaval de Barranquilla es declarado patrimonio cultural de la nación mediante la Ley 706 de 26 de noviembre de 2011 por el Congreso de la República de Colombia después de haber sido registrada en 2008 (propuesta en 2003) en la lista representativa del patrimonio patrimonio cultural inmaterial de la Unesco. Mientras que Barranquilla celebra su 200 aniversario como villa en 2013, la Oficina Internacional de Capitales Culturales lo llama la "Capital Americana de la Cultura 2013", una primicia para una ciudad colombiana.
Sin embargo, a pesar de las mejoras significativas en varios sectores, la seguridad aún requiere mucho trabajo, aunque varios indicadores muestran una tendencia positiva en 2013. De hecho, la policía se enfrenta a pandillas que luchan por el control del microtráfico y el robo. corredor para la exportación de cocaína a través del río Magdalena, pero también a escuadrones compuestos por ex-paramilitares.
La dirigencia de la ciudad ha trazado el objetivo de que Barranquilla recupere su nivel de capital estratégica del país. Entre las estrategias definidas sobresale la integración de la ciudad con el río Magdalena mediante proyectos como la avenida del Río, el malecón del río, la urbanización de la isla de La Loma, el puerto de aguas profundas y el Corredor Portuario. La administración de Elsa Noguera (2012-2015) inició la construcción de alcantarillado pluvial en las calles más afectadas por la formación de arroyos cuando llueve, marcando un hito en la dinámica urbana de Barranquilla. Destacan también la construcción del puente Pumarejo, la modernización y ampliación del aeropuerto Ernesto Cortissoz, la ampliación de la avenida Circunvalación, la puesta en funcionamiento del Centro de Eventos y del Parque Cultural del Caribe, la puesta en marcha del sistema de transporte público masivo Transmetro y la restauración del centro histórico mediante la recuperación de inmuebles y la renovación y construcción de nuevas plazas y parques públicos. Con motivo de la realización en Barranquilla de los Juegos Centroamericanos y del Caribe 2018, se llevó a cabo la construcción y remodelación de escenarios deportivos, así como en la dotación de la infraestructura complementaria para las justas.